# Plešivica – od imena do samostalnosti
Plešivica – od imena do samostalnosti, hrvatski dokumentarni film iz 2019. godine.
Snimljen povodom 30. obljetnice sastanka 19. siječnja 1989. na Plešivici na kojem je dr. Franjo Tuđman izabran za predsjednika inicijativnog odbora za provođenje demokracije u Hrvatskoj.
Film prenosi važnu i dramatičnu istinu o rađanju demokracije u Hrvatskoj, o konspirativnim sastancima na Plešivici 1989. godine u vikendici Ante Ledića, o kojima se ni danas ne zna puno. Od ondašnjih sudionika zbivanja u vrijeme snimanja dokumentarnog filma bila su četvorica koji su svjedočili o tridesetoj obljetnici utemeljenja odbora za provođenje demokratizacije Hrvatske, i krštenja Hrvatske demokratske zajednice – stranke utemeljiteljice suverene Hrvatske. To su Ante Ledić, Vlado Marić, Nikola Gagulić, Vlado Jurčević.  Sastanci i događaji na Plešivici prethodili krupnim povijesnim zbivanjima koji su slijedili, hrvatskoj pomirbi, vremenu obrane i utemeljenja samostalne Hrvatske. Snimanje filma pokrenula je skupina živućih sudionika te su u dokumenatarac uključili video zapise događajai razgovor sa živućim sudionicima i uglednim suvremenicima iz javnog života.
Scenarist i stručni koordinator Mihovil Bogoslav Matković.